# Elecciones presidenciales de Eslovenia de 2017
Las elecciones presidenciales de Eslovenia de 2017 tuvieron lugar el domingo 22 de octubre de 2017. Para que un candidato gane en la primera vuelta necesita obtener más del 50 % de los votos válidos. Si ninguno de los candidatos obtiene este requisito, se realizará una segunda vuelta en la que dos candidatos de la primera vuelta que obtuvieron el mayor número de votos competirán por la presidencia. Si los candidatos que han alcanzado el mismo número de votos, aquellos que califican para la segunda ronda se determinan por sorteo. La Comisión Nacional Electoral (DVK) se ha fijado la fecha de una posible segunda vuelta de las elecciones presidenciales, este debe estar en conformidad con la ley implementado a más tardar 21 días después de la primera ronda, es decir, hasta el domingo, 12 de noviembre de 2017, que es también la fecha de una posible segunda vuelta de las elecciones.
La nominación de candidatos y la nominación de candidatos para la candidatura se llevó a cabo bajo la influencia de los así llamados. 'depreciación' del presidente de la república, por parte del actual presidente Borut Pahor, quien desempeñaría la función demasiado 'relajado', que fue enfatizada por la mayoría de los candidatos y candidatos potenciales.
La campaña presidencial se llevó a cabo con relativa calma y sin grandes sobresaltos todo el tiempo, y pudimos presenciar algunos anuncios críticos a costa de los candidatos, sobre todo los anuncios por parte de Marjan Šarc. En la última semana de la campaña electoral, los ataques fueron dirigidos principalmente contra el actual presidente Borut Pahor, que fue criticado por separado por Janez Janša, Milan Kučan y un grupo de 34 intelectuales, dirigido por el dr. Boris Vezjakom.

## Sistema electoral
Según la Ley de elecciones de Eslovenia, los candidatos a presidente requieren apoyo de:
- 10 miembros de la Asamblea Nacional,
- Uno o más partidos políticos y ya sea 3 miembros de la Asamblea Nacional o 3000 votantes, o 5000 votantes.
- Cada partido político puede apoyar solo a un candidato. En las elecciones, el presidente es electo con mayoría de votos. Si ningún candidato recibe más de la mitad de los votos, los dos primeros candidatos se reúnen en la segunda ronda de elecciones.

## Candidatos
- Borut Pahor
- Marjan Šarec
- Ljudmila Novak
- Maja Makovec Brenčič
- Romana Tomc
- Boris Popovič
- Angelca Likovič
- Andrej Šiško
- Suzana Lara Krause

## Primera vuelta
La primera ronda de las elecciones estuvo marcada por la menor participación de votantes en las elecciones presidenciales desde 1992, con un 43.6%. A pesar de que la mayoría de las encuestas predicen la victoria de Pahor en la primera vuelta (las encuestas a pie de urna predijeron que Pahor ganaría más del 56% de los votos) Pahor solo ganó 47.3%, resultando en la segunda vuelta contra Šarec. En su primera reacción, Pahor llamó a su resultado "alentador dada la desconfianza general en la política". Šarec declaró que estaba contento con el resultado y con el hecho de que llegó a la segunda vuelta, expresó la esperanza de que sea posible discutir temas que no fueron abordados en la campaña de la primera ronda.
En las reacciones a los resultados, los medios notaron que la falla de Pahor para asegurar la victoria en la primera ronda probablemente estaba vinculada a la baja participación, la campaña fue vista como "aburrida", los medios extranjeros también comentaron sobre el pasado de Šarec como actor. Los comentaristas notaron que Tomc obtuvo casi el doble de votos que Novak, que algunos vieron como una victoria de SDS sobre NSi. Sin embargo, los candidatos de los partidos de derecha fallaron a más de un quinto de los votos, haciendo una comparación con Barbara Brezigar (SDS) que llegó a la segunda vuelta en las elecciones de 2002. SDS vio el resultado de Tomc como un éxito, dado el comienzo tardío de la campaña y el hecho de que ganó más votos de lo que las encuestas de opinión predijeron, mientras que Janez Janša declaró que de todos modos no hay grandes diferencias entre Pahor y Šarec. El mal resultado del candidato de SMC, Makovec Brenčič, fue visto como un golpe importante para el partido más grande en el gobierno y una advertencia antes de las elecciones generales de 2018. El resultado de Šiško fue visto como una sorpresa, ya que se postuló como un candidato anti-establishment e incluso se ubicó cuarto en la unidad electoral de Maribor. El resultado de Likovič que terminó último fue visto como una indicación de que hay poco apoyo real para el partido ZaO fuera de las campañas del referéndum.

## Resultados
| Candidato             | Partido                        | Primera ronda | Primera ronda | Segunda ronda | Segunda ronda |
| Candidato             | Partido                        | Votos         | Porcentaje    | Votos         | Porcentaje    |
| --------------------- | ------------------------------ | ------------- | ------------- | ------------- | ------------- |
| Borut Pahor           | Independiente                  | 355.117       | 47.21         | 375.229       | 52.99         |
| Marjan Šarec          | Lista de Marjan Šarec          | 186.235       | 24.76         | 332.949       | 47.01         |
| Romana Tomc           | Partido Democrático Esloveno   | 102.925       | 13.68         |               |               |
| Ljudmila Novak        | Nueva Eslovenia                | 54.437        | 7.24          |               |               |
| Andrej Šiško          | Movimiento Eslovenia Unida     | 16.636        | 2.21          |               |               |
| Boris Popovič         | Eslovenia para Siempre         | 13.559        | 1.80          |               |               |
| Maja Makovec Brenčič  | Partido Moderno del Centro     | 13.052        | 1.74          |               |               |
| Suzana Lara Krause    | Partido Popular Esloveno       | 5.885         | 0.78          |               |               |
| Angelca Likovič       | Voz por los Niños y la Familia | 4.418         | 0.59          |               |               |
| Votos válidos         | Votos válidos                  | 753.264       | 100.00        |               |               |
| Inválidos o en blanco | Inválidos o en blanco          | 5.634         | –             | 8.853         | –             |
| Total                 | Total                          | 757.898       | 100           | 717.031       | 100           |
| Votos registrados     | Votos registrados              | 1.713.744     | 44,24         | 1,713,473     | 41.85         |
| Fuente: Volitve       |                                |               |               |               |               |